# Disphragis vestona
Disphragis vestona is een vlinder uit de familie van de tandvlinders (Notodontidae). De wetenschappelijke naam van de soort is, als Heterocampa vestona, voor het eerst geldig gepubliceerd in 1901 door William Schaus.

## Type
- syntypes: "females"
- instituut: USNM Smithsonian Institution, Washington, U.S.A.
- typelocatie: "Mexico, Orizaba"

## Synoniemen
- Heterocampa proba Schaus, 1911
  - syntypes: "males en females"
  - instituut: USNM Smithsonian Institution, Washington, U.S.A.
  - typelocatie: "Costa Rica, Juan Vinas"